# Земеделска партия
Земеделската партия (на сърбохърватски: Zemljoradnička stranka), първоначално наричана Съюз на земеделците, е центристка аграристка политическа партия в Югославия, действала през 1919 – 1945 година.
Създадена е след края на Първата световна война с амбицията да преставлява селяните от цялата територия на новосъздаденото Кралство на сърби, хървати и словенци, но е активна главно в Сърбия. Заради традиционното доминиране в селата на Народната радикална партия, така и не успява да достигне влиянието на земеделските партии в Хърватия, България и Румъния. Разпусната е при установяването на тоталитарния комунистически режим след Втората световна война.

## История
Съюзът на земеделците е основан на 12 октомври 1919 година във Велика Плана от дейци на кооперативното движение, водени от Михайло Аврамович. През следващата година в него се вливат Съюзът на селяните от Босна и Херцеговина и Селското споразумение от Далмация. На изборите за Учредително събрание през 1920 година Съюзът става четвърта политическа сила с 39 депутати и предлага свой проект за конституция. Представителите му гласуват против Видовденската конституция, след като Никола Пашич отхвърля исканията им за поземлена реформа без обезщетения за преразпределените земи на едри собственици.
Земеделската партия не успява да повтори първоначалния си изборен успех, като през следващите години получава между 115 и 153 хиляди гласа и между 4 и 10 депутатски места. През 1923 година Аврамович е отстранен от ръководството на партията, в която надделяват сръбски националистически настроения и тя е оглавена от бившия дипломат Йован Йованович Пижон. През 1927 година към партията се присъединява просоциалистическата Група за социално и културно действие, водена от социолога Драголюб Йованович.
През 1939 година Земеделската партия се включва в правителството на Драгиша Цветкович, което довежда до нейното разцепление, като лявото крило на Драголюб Иванович се отделя в Народна селска партия. През Втората световна война много активисти на партията се включват активно в Съпротивата, като голям брой са избити, а оцелелите са преследвани от комунистическия режим след войната.